# Sicalis uropygialis
O sicalis uropygialis é uma espécie de ave da família Thraupidae . É encontrado nas pastagens de Puna : Peru, Bolívia e norte do Chile e Argentina . Seus habitats naturais são pastagens subtropicais ou tropicais de alta altitude e florestas secundárias altamente degradadas.